# Sonja Ramšak
Sonja Ramšak, slovenska upravnica in političarka, * 24. junij 1958, Celje.
Kot članica Slovenske demokratske stranke je bila poslanka 6. državnega zbora Republike Slovenije.